# Inmigración sueca en los Estados Unidos
La inmigración sueca en los Estados Unidos en el siglo XIX y principios del XX llevó unos 1,3 millones de suecos a dejar su patria y emigrar a dicho país. A pesar de que las tierras fronterizas de los Estados Unidos tuvieron un efecto de llamada sobre las clases bajas de toda Europa, otros factores animaron especialmente a los suecos a tomar el camino de la emigración. Existía un amplio resentimiento contra la represión religiosa llevada a cabo por la luterana Iglesia de Suecia y el conservadurismo social y el esnobismo clasista de la monarquía sueca. El crecimiento demográfico y las malas cosechas provocaron que las condiciones de vida en el campo empeoraran. En contraposición, las noticias procedentes de los primeros emigrantes suecos presentaban el Medio Oeste de los Estados Unidos como un paraíso terrenal lleno de oportunidades y alababan la libertad religiosa y política estadounidense.
La máxima afluencia de emigrantes suecos se produjo en las décadas posteriores a la Guerra de Secesión (1861-1865). Según el censo estadounidense de 1890, la población de origen sueco rondaba las 800.000 personas. La mayoría de los emigrantes se convirtieron en clásicos pioneros, despejando y cultivando las praderas de las Grandes Llanuras, aunque otros se quedaron en las ciudades, especialmente en Chicago. Normalmente las jóvenes solteras pasaron de trabajar en la agricultura en Suecia a trabajar como criadas en las ciudades. Muchos suecos ya establecidos en los Estados Unidos visitaron su país natal a finales del siglo XIX y sus narraciones ilustran las diferencias entre las costumbres y formas de ambos estados. Algunos realizaron el viaje con la intención de pasar sus últimos años en Suecia, pero cambiaron de opinión cuando se encontraron con lo que ellos pensaban que era una aristocracia arrogante, una clase trabajadora ordinaria y degradada y una falta de respeto hacia las mujeres.
Tras un descenso en el número de emigrantes en la década de 1890, este volvió a crecer provocando una alarma nacional en el país de origen. En 1907 se instituyó una prolongada comisión parlamentaria para la emigración. Esta recomendó reformas económicas y sociales para reducir la emigración al «traer lo mejor de América a Suecia». Las principales propuestas de la comisión se implementaron rápidamente: sufragio universal femenino, mejores viviendas, desarrollo económico general y una educación popular más amplia. Es difícil evaluar el efecto de estas medidas, ya que la Primera Guerra Mundial (1914-1918) estalló un año después de que la comisión publicara su último volumen, reduciendo la emigración a un mero goteo. Desde mediados de la década de 1920 ya no se volvió a producir una gran emigración desde Suecia a los Estados Unidos.

## Los primeros asentamientos suecos en los Estados Unidos

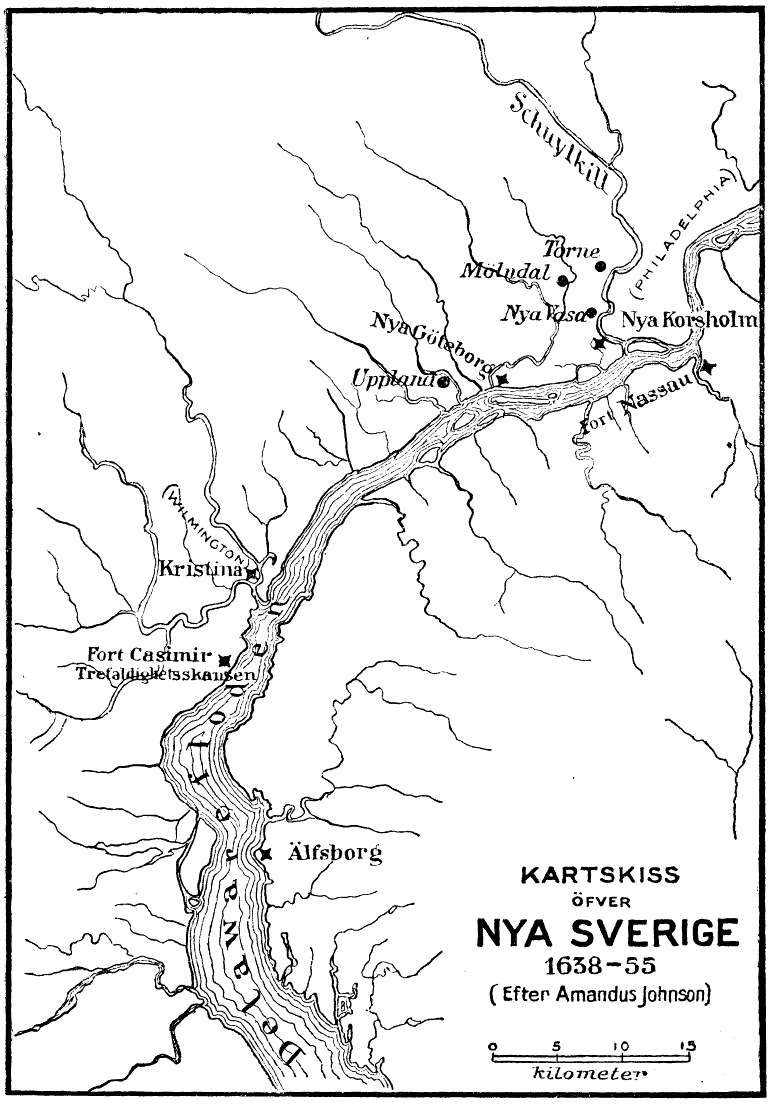
Mapa de Nueva Suecia sobre el año 1650. Obra de Amandus Johnson.

La Compañía de la Nueva Suecia fundó una colonia en el río Delaware en 1638, dándole el nombre de Nueva Suecia. Se trató de un asentamiento pequeño y de poca duración y contaba solo con unos 600 colonos suecos y finlandeses. Esta colonia pasó a formar parte de los Nuevos Países Bajos en manos de las Provincias Unidas de los Países Bajos en 1655. Sin embargo, los descendientes de los primeros colonos continuaron hablando sueco hasta finales del siglo XVIII. En el siglo XXI sigue quedando constancia de estos hechos con la presencia del American Swedish Historical Museum en Filadelfia, el Parque Estatal del Fuerte Cristina en Wilmington (Delaware) y The Printzhof en Essington (Pensilvania).
El historiador H. A. Barton ha sugerido que la mayor importancia de Nueva Suecia fue el fuerte interés por América que esta colonia generó en Suecia. Norteamérica fue vista como la abanderada de la ilustración y la libertad, y se convirtió en un ideal para los suecos liberales. Su admiración por Norteamérica se combinó con la noción de una anterior edad de oro sueca, con antiguos ideales nórdicos. Supuestamente corrompidos por influencias extranjeras, los eternos «valores suecos» serían recuperados por los suecos del Nuevo Mundo. Esto permaneció como tema fundamental de discusión sobre Norteamérica entre los suecos y posteriormente entre los suecoestadounidenses, aunque los valores recomendados como «eternos» cambiaron con el tiempo. En los siglos XVII y XVIII, los suecos que demandaban una mayor libertad religiosa a menudo se referían a Norteamérica como el símbolo supremo de esta libertad. El énfasis cambió de la religión a la política en el siglo XIX, cuando los ciudadanos liberales de la jerárquica sociedad de clases sueca observaron con admiración el gobierno republicano y los derechos civiles estadounidenses. A principios del siglo XX, el sueño suecoestadounidense abrazó el ideal de un estado social responsable del bienestar de todos sus ciudadanos. Estas ideas de cambio desarrollaron desde el principio la corriente que llevó a todos a finales del siglo XX a considerar a los Estados Unidos como el símbolo y el sueño de un individualismo sin restricciones.
El debate sueco sobre Norteamérica permaneció sobre todo a nivel teórico hasta el siglo XIX, ya que muy pocos suecos tenían algún conocimiento personal de la nación. La emigración era ilegal y la población era vista como la riqueza de las naciones. Sin embargo, la población sueca se duplicó entre 1750 y 1850, y como el aumento de la población excedió al desarrollo económico, dio origen a temores de una sobrepoblación basados en la influyente teoría demográfica de Thomas Malthus. En la década de 1830, se abolieron las leyes contra la emigración.

## SigloXIX

### Emigración masiva europea: atracción y empuje
La emigración europea a gran escala hacia los Estados Unidos comenzó en el siglo XIX en Gran Bretaña, Irlanda y Alemania, seguida después de 1850 de una creciente oleada de emigrantes procedentes en su mayoría de los países de Europa del Norte, y en su momento de Europa Central y del Sur. La investigación de las causas que se encontraban detrás de esta masiva emigración europea ha recaído en sofisticados métodos estadísticos. Una teoría que ha ganado una amplia aceptación es el análisis de H. Jerome de 1926 de los factores «de atracción y empuje», que llevaron a la emigración y que fueron generados por las condiciones en Europa y Estados Unidos respectivamente. Jerome encontró que las fluctuaciones en la emigración covariaron más relacionadas con acontecimientos económicos que se produjeron en los Estados Unidos que en Europa, y dedujo que el empuje era más fuerte que la atracción. Las conclusiones de Jerome han sido cuestionadas, pero todavía forman la base de muchos trabajos sobre la materia.
Los modelos de emigración en los países nórdicos: Finlandia, Suecia, Noruega, Dinamarca e Islandia, muestran sorprendentes variaciones. La emigración en masa en el Norte de Europa empezó en Noruega, que también mantuvo la mayor proporción en todo el siglo. La emigración en Suecia se puso en marcha a principios de la década de 1840, y fue la tercera de toda Europa en cuanto a proporción, tras Irlanda y Noruega. Dinamarca tuvo un índice de emigración sistemáticamente menor, mientras que la emigración en Islandia empezó más tarde pero pronto alcanzó niveles comparables a los de Noruega. Finlandia, cuya emigración en masa no empezó hasta finales de la década de 1880, suele incluirse como parte de la oleada de emigrantes de Europa del Este.

### La travesía atlántica

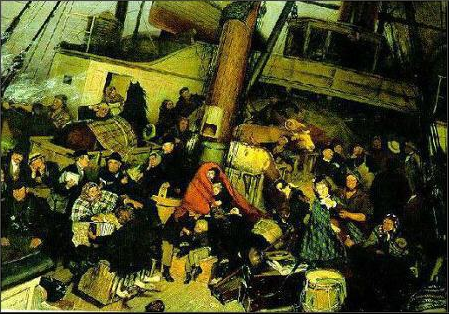
Los emigrantes de Knut Ekwall (1843-1912) representa la visión del artista de cómo podría haber sido la experiencia transatlántica en el.

Los primeros emigrantes europeos realizaban la travesía del Atlántico en las bodegas de cargueros. Con la llegada de los motores de vapor, se estableció un eficiente mecanismo de transporte transatlántico de pasajeros a finales de la década de 1860. Se basaba en enormes transatlánticos de líneas de navegación internacionales, entre las que destacaban Cunard Line, White Star Line e Inman Line. La velocidad y capacidad de los grandes barcos de vapor permitieron abaratar los precios de los pasajes. Las compañías de transporte operaban varias rutas desde las ciudades portuarias suecas de Estocolmo, Malmö y Gotemburgo, algunas de ellas con complejas etapas en la primera parte del viaje, que en consecuencia se volvía largo y duro tanto en tierra como en el mar. Las agencias de transporte del norte de Alemania dependían del vapor que realizaba de forma regular la ruta entre Estocolmo y Lübeck para traer emigrantes suecos a la ciudad alemana. Una vez allí, se trasladaban en ferrocarril hasta Hamburgo o Bremen. En esas ciudades portuarias embarcaban hacia los puertos británicos de Southampton y Liverpool, donde harían trasbordo a uno de los grandes transatlánticos que iban a Nueva York. Sin embargo, la mayoría de los emigrantes suecos viajaban desde Gotemburgo a Hull, en el Reino Unido, a bordo de navíos de Wilson Line, y una vez llegados a Gran Bretaña atravesaban la isla hasta Liverpool donde tomaban los transatlánticos.
A finales del siglo XIX, las principales líneas navieras financiaron agentes suecos y pagaron para la producción de grandes cantidades de propaganda en favor de la emigración. La mayor parte de este material promocional, como los folletos, fue producido por promotores de la inmigración en los Estados Unidos. A menudo, las clases dirigentes y conservadoras de Suecia culparon de la emigración a la propaganda y la publicidad de las navieras, ya que llegaron a alarmarse al observar la creciente emigración y la marcha de la mano de obra que se dedicaba a la agricultura. Un cliché sueco del siglo XIX culpaba de la moda de la emigración a la bajada de los precios de los billetes y a la propaganda en favor de la emigración realizada por sistema de trasporte, pero los historiadores modernos han modificado su punto de vista sobre la importancia real de estos factores. Brattne y Åkerman han examinado las campañas publicitarias y los precios de los billetes como una posible tercera fuerza entre la atracción y el empuje. Estos han concluido que ni los anuncios ni los precios tuvieron una influencia decisiva sobre la emigración sueca. Mientras las compañías seguían sin estar dispuestas a abrir sus archivos a los investigadores, las limitadas fuentes disponibles en 2007 sugerían que los precios de los billetes cayeron en la década de 1880, pero como media se mantuvieron elevados de forma artificial debido a la existencia de cárteles y a la fijación de los precios. Por otro lado, H. A. Bartos afirma que los costes del viaje transatlántico cayeron drásticamente entre 1865 y 1890, animando a los suecos con menos recursos económicos a emigrar. La investigación de Brattne y Åkerman ha mostrado que los panfletos de publicidad de las navieras dirigidos a los posibles emigrantes simplemente enfatizaban las comodidades y ventajas de cada compañía en particular y no las condiciones de vida del Nuevo Mundo. Las descripciones de la vida en América no estaban adornadas y las publicidades generales para los emigrantes eran breves y se limitaban a los hechos. Los anuncios publicados en diarios, aunque muy comunes, tendían a ser repetitivos y su contenido era estereotipado.

### Mediados delsigloXIX

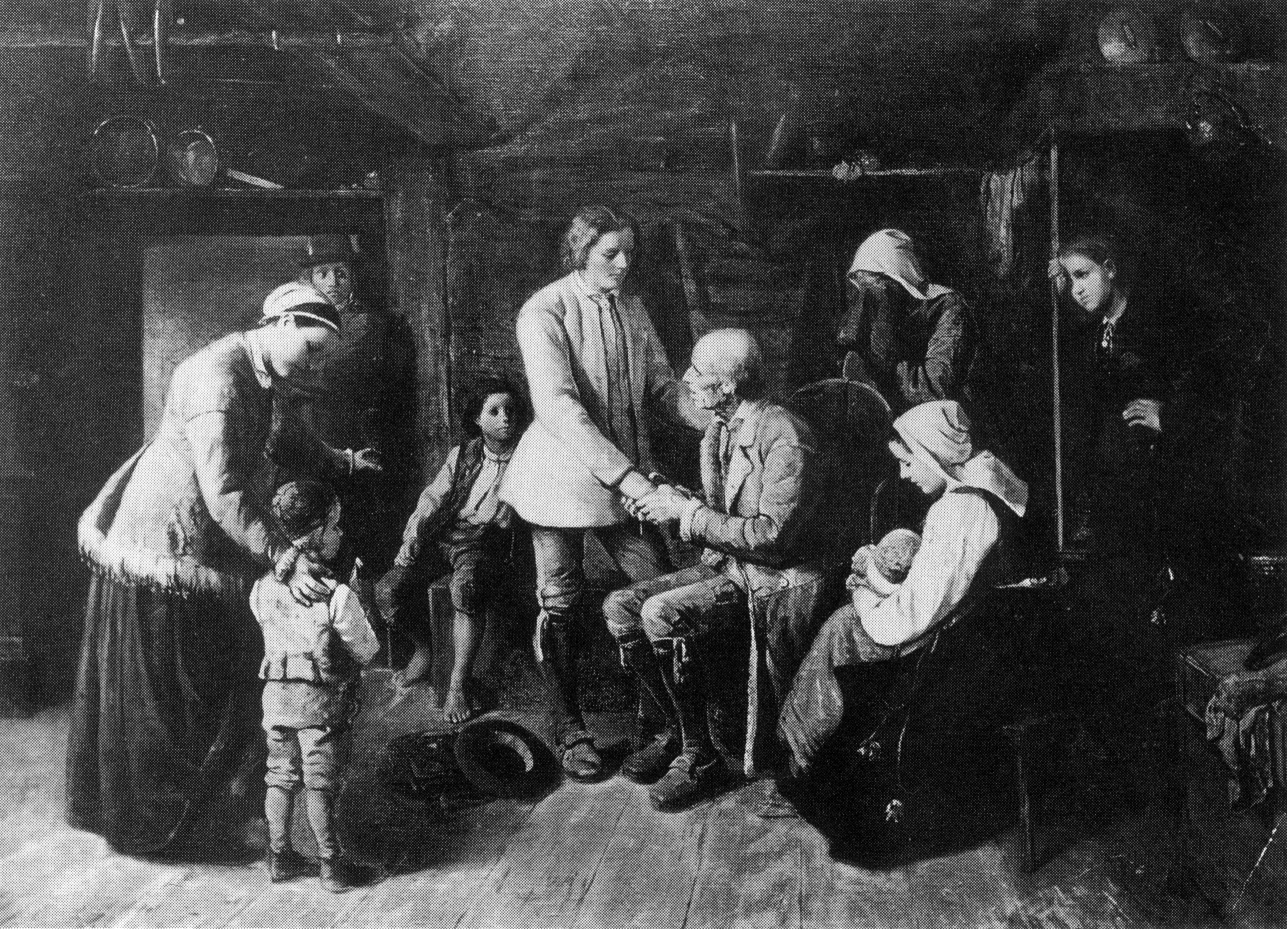
Los emigrantes de S. V. Helander (1839–1901): un joven granjero se despide de sus familiares y amigos.

La emigración sueca en masa hacia los Estados Unidos empezó en la primavera de 1841, cuando partió el licenciado de la Universidad de Upsala Gustaf Unonius (1810-1902) junto a su esposa, una criada y dos estudiantes. Este pequeño grupo fundó un asentamiento al que llamaron Nueva Upsala en el condado de Waukesha, en Wisconsin. Empezaron a despejar las tierras salvajes, llenos de entusiasmo por la vida de la frontera en «uno de los más hermosos valles que el mundo puede ofrecer». Después de trasladarse a Chicago, Unonius pronto se desilusionó con su vida en los Estados Unidos, pero sus informes sobre su vida de pionero en las praderas simple y virtuosa, publicados en el periódico liberal Aftonbladet ya habían empezado a atraer a los suecos hacia el Oeste.
El creciente éxodo sueco fue causado por condiciones económicas, políticas y religiosas que afectaban particularmente a la población rural. Europa estaba asolada por una depresión económica. En Suecia, el aumento de la población y las repetidas malas cosechas habían hecho más complicado vivir de las pequeñas parcelas de terreno de las que dependían al menos las tres cuartas partes de la población. Las condiciones en el mundo rural eran bastante precarias, especialmente en la pedregosa y severa provincia de Småland, que se convirtió en el principal foco de la emigración. El Medio Oeste de Estados Unidos era una antípoda agrícola de Småland, por lo que, en 1842, Unonius escribió «más cerca que ningún otro país en el mundo se aproxima al ideal que la naturaleza parece haber provisto para la felicidad y la comodidad de la humanidad». La tierra de las praderas del Medio Oeste era amplia, limosa y propiedad del gobierno. Desde 1841 se la vendía a ocupantes ilegales por 1,25 dólares estadounidenses el acre, siguiendo la Ley de Preferencia (Preemtion Act) de 1841 (sustituida en 1862 por la Ley de Protección de las Tierras de Colonización o Homestead Act). La tierra barata y fértil de Illinois, Iowa, Minnesota y Wisconsin era irresistible para los campesinos pobres y sin tierras de Europa. Esto también atrajo granjeros con mayores medios.
La libertad política de los Estados Unidos ejerció una atracción similar. Los campesinos suecos eran de los más alfabetizados de toda Europa, y en consecuencia tuvieron acceso a las ideas igualitarias y radicales que agitaron Europa en la década de 1840. El choque entre el liberalismo sueco y un régimen monárquico represivo elevó la conciencia política entre los desfavorecidos, muchos de los cuales vieron en Estados Unidos el lugar donde desarrollar sus ideales republicanos.

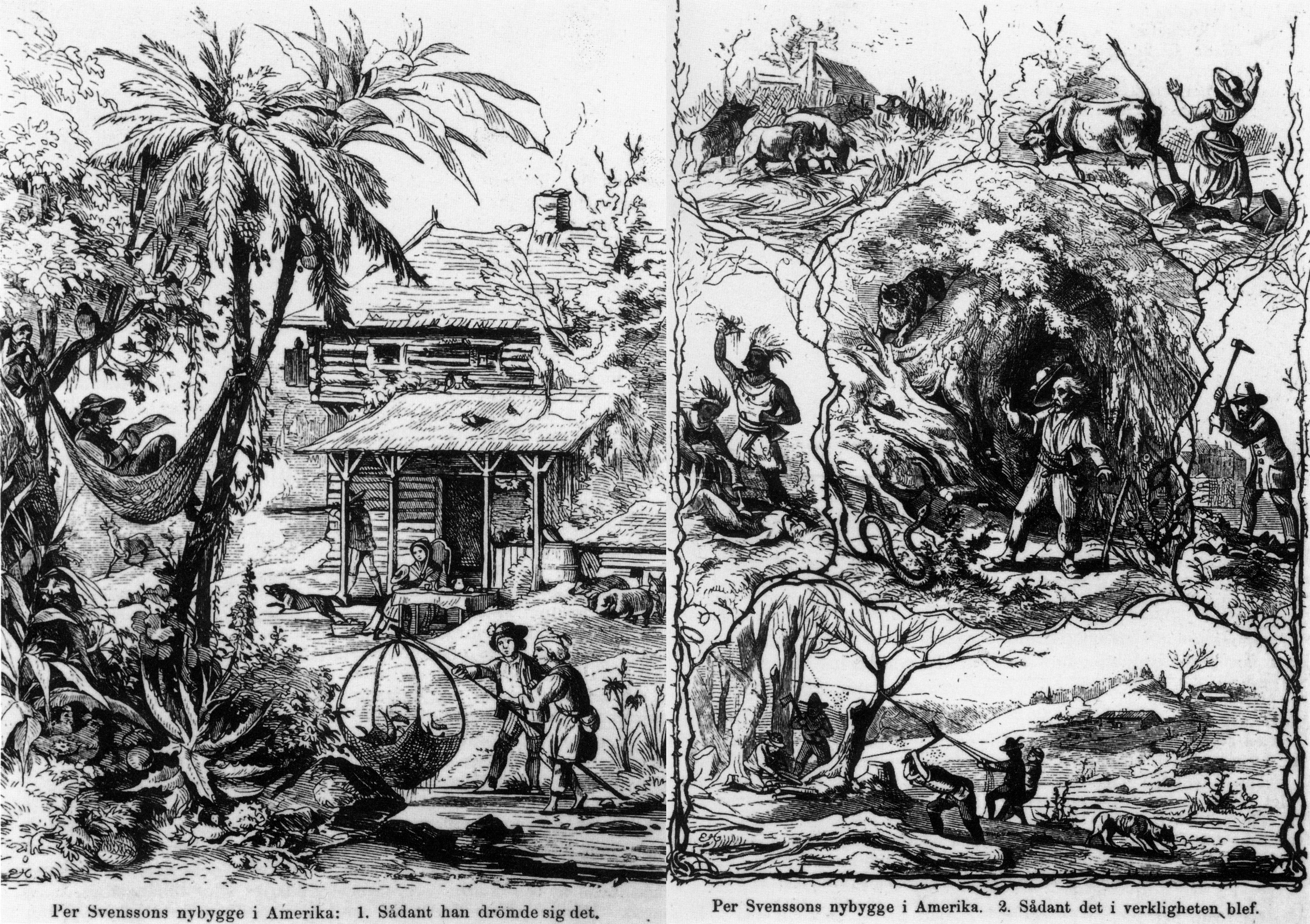
Publicidad sueca en contra de la emigración. Los dibujos representan el sueño idílico americano de Per Svensson (izquierda) y la vida real de Per en las tierras salvajes (derecha), donde es amenazado por un puma concolor, una gran serpiente e indios salvajes, que arrancan la cabellera y destripan a un hombre.

Los disidentes religiosos también estaban ampliamente resentidos por el trato recibido por parte de la luterana Iglesia de Suecia. Los conflictos entre los fieles locales y las nuevas iglesias eran más fuertes en las zonas rurales, donde los grupos pietistas eran más activos y se encontraban ante una vigilancia más estrecha por parte de la policía y el párroco locales. La represión oficial de las formas de adoración y enseñanzas ilegales provocó que, a menudo, grupos enteros de pietistas se marcharan juntos con la intención de formar sus propias comunidades espirituales en la nueva tierra. El contingente más grande de tales disidentes estuvo formado por 1.500 seguidores de Eric Jansson, que partieron a finales de la década de 1840 y fundaron una comunidad en Bishop Hill, Illinois.
La primera guía para emigrantes suecos fue publicada en 1841, año de la partida de Unonius, y se publicaron nueve manuales entre 1849 y 1855. En Suecia, los agentes reclutaron directamente considerables grupos de leñadores y trabajadores de la minería del hierro. También aparecieron agentes que reclutaban trabajadores para la construcción de los ferrocarriles estadounidenses; los primeros aparecieron en 1854 y buscaban personal para el Ferrocarril Central de Illinois (Illinois Central Railroad).
La clase dirigente sueca rechazo con intensidad la emigración. Vista como la causa de la reducción de la mano de obra y como un acto desafiante de las clases populares, la emigración alarmó tanto a las autoridades espirituales como seculares. En muchos diarios y memorias de emigrantes se pone de relieve una emblemática escena de los primeros años en la que el clero local advertía a los viajeros sobre el riesgo que sus almas correrían entre los herejes extranjeros. La prensa conservadora describía a los emigrantes como carentes de patriotismo y de fibra moral: «No hay trabajadores más perezosos, inmorales e indiferentes que los que emigran a otros sitios». La emigración fue denunciada como una «manía» o «locura» irracional, implantada en una población ignorante por «agentes exteriores». La prensa liberal replicó acusando a «los lacayos del monarquismo» de fracasar en tomar en cuenta las miserables condiciones del campo sueco y el atraso de las instituciones económicas y políticas suecas. El liberal Göteborgs Handels- och Sjöfartstidning escribió sarcásticamente «Sí, la emigración es de verdad una ‹manía›, ¡la manía de desear comer después de trabajar hasta sentirse hambriento! ¡La manía de desear sostenerse uno mismo y a nuestra familia de una forma honesta!»

### Finales delsigloXIX

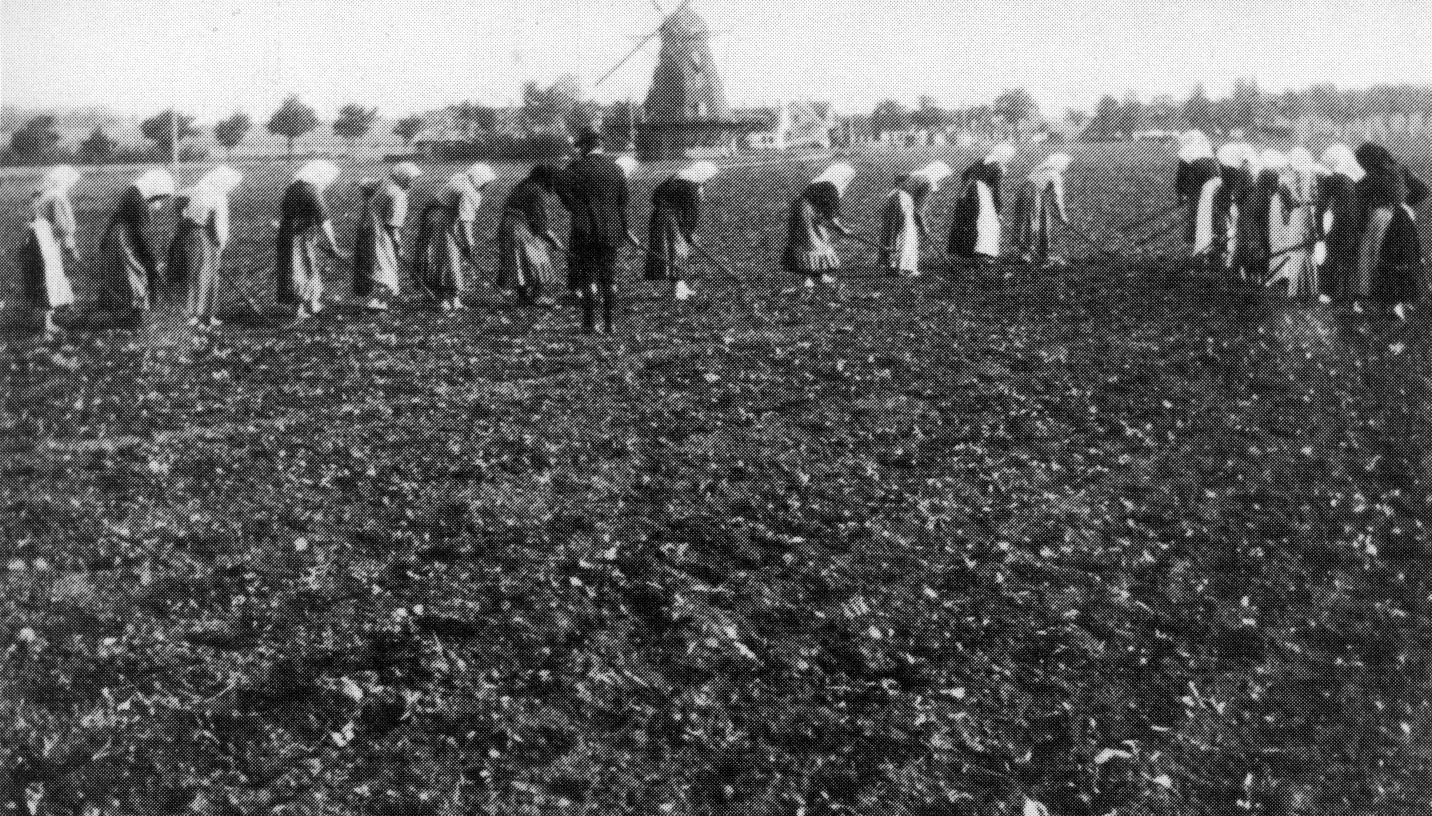
Trabajadoras de finales del siglo XIX en una plantación sueca de remolacha azucarera. La producción de azúcar siguió sin estar mecanizada, con una intensa carga de trabajo y sueldos bajos durante todo el siglo XIX, lo que alimentó el sueño de los trabajadores de tener una oportunidad en los Estados Unidos y de una agricultura mecanizada.

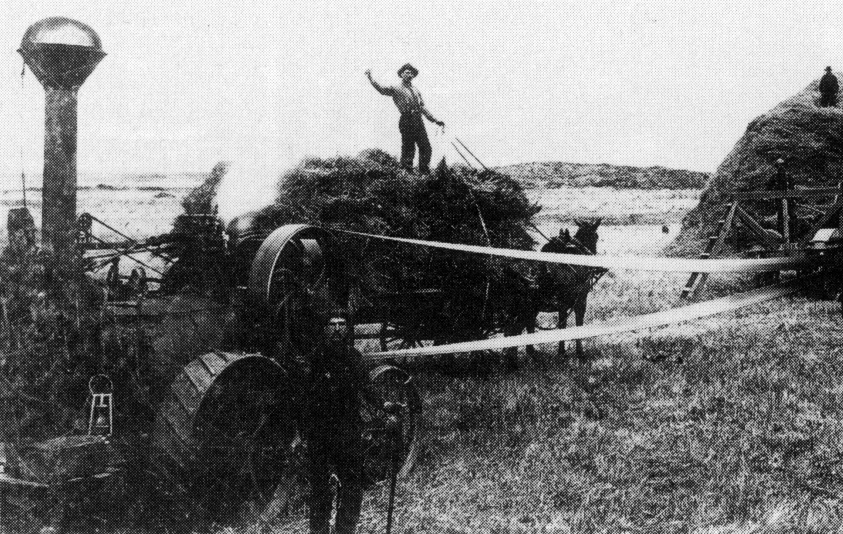
Trilladora a vapor trabajando cerca de Hallock, Minnesota, en 1882.

La emigración sueca a los Estados Unidos alcanzó su punto álgido en las décadas que siguieron a la Guerra de Secesión (1861-1865). El tamaño de la comunidad suecoestadounidense en 1865 se estima en 25.000 personas, una cifra que pronto fue superada por la inmigración sueca anual. En 1890, el censo de los Estados Unidos indicaba que las población suecoestadounidense rondaba los 800.000 individuos, con picos anuales de inmigrantes suecos en 1869 y 1887. La mayor parte de este influjo se asentó en el Norte. La gran mayoría habían sido campesinos en su país, y se habían visto obligados a dejar Suecia debido a desastrosas cosechas, siendo atraídos hacia los Estados Unidos por la tierra barata resultado de la Ley de Protección de las Tierras de Colonización (Homestead Act) de 1862. La mayor parte de los inmigrantes se convirtieron en pioneros, limpiando y cultivando las tierras vírgenes del Medio Oeste y extendiendo más al oeste los asentamientos anteriores a la Guerra de Secesión, en Kansas y Nebraska. Una vez que en las praderas se formó una considerable cantidad de comunidades granjeras suecas, los contactos personales se convirtieron en la causa principal de que más campesinos emigrasen. La icónica «carta de Estados Unidos», enviada a familiares y amigos escrita directamente desde una posición de confianza y antecedentes compartidos, proporcionó una convicción inmediata a los receptores. En pleno apogeo de la migración, las cartas familiares desde "América" pudieron provocar reacciones en cadena que llegaron casi a despoblar algunas parroquias suecas, disolviendo comunidades muy unidas que posteriormente se reunieron en el Medio Oeste de los Estados Unidos.
Otros factores empujaron a los nuevos emigrantes hacia las ciudades, especialmente Chicago. Según el historiador H. Arnold Barton, el coste de cruzar el Atlántico se redujo a menos de la mitad entre 1865 y 1890, lo que llevó a que progresivamente emigraran suecos cada vez más pobres (para comparar esto con las afirmaciones de Brattne y Åkerman, véase "La travesía atlántica" más arriba). Los emigrantes que partían eran cada vez más jóvenes y no estaban casados. Con el cambio de una inmigración familiar a una individual se produjo una americanización más rápida y completa, ya que los solteros jóvenes con poco dinero aceptaban cualquier trabajo que se les ofrecía, sobre todo en las ciudades. Un gran número de emigrantes, incluso aquellos que habían sido granjeros en su antiguo país, se dirigió a los pueblos y ciudades estadounidenses, viviendo y trabajando en ellas al menos hasta que hubiesen ahorrado suficiente capital para poder contraer matrimonio y comprar granjas de su propiedad. Cada vez más emigrantes se quedaron en centros urbanos, combinando la emigración con el abandono del campo que se estaba produciendo en su país de origen y en toda Europa.
La mayoría de las jóvenes solteras, grupo que Barton considera particularmente significativo, cambiaron los trabajos en el campo que realizaban en Suecia por los trabajos como criadas en las zonas urbanas de los Estados Unidos. Barton escribe que «La literatura y la tradición han preservado la a menudo trágica imagen de la esposa y madre inmigrante, soportando su carga de privación, penurias y añoranza en la virgen frontera [...] Sin embargo, la mujer joven y soltera era más característica entre las recién llegadas [...] Como empleadas domésticas en los Estados Unidos, [...] eran tratadas como miembros de las familias para las que trabajaban y como ‹damas› por los hombres estadounidenses, que les mostraban una cortesía y consideración a las que no estaban nada acostumbradas en su hogar». Encontraron trabajo fácilmente, ya que las sirvientas escandinavas eran muy demandadas, y aprendieron la lengua y las costumbres rápidamente. Como contraste, normalmente los suecos recién llegados fueron contratados en cuadrillas formadas exclusivamente por hombres de esa nacionalidad. Las mujeres jóvenes se casaron normalmente con hombres suecos, y llevaron al matrimonio un entusiasmo por adquirir la elegancia de las damas, las costumbres estadounidenses y los refinamientos de la clase media. Hay documentos de finales del siglo XIX en los que se hace mención a cómo en unos pocos años, simples granjeras suecas se ganaron la admiración por su sofisticación y elegancia, y sobre su inconfundible conducta estadounidense.
Como recién llegados, los suecos tendieron a ser despreciados por los nativos, pero cuando en la década de 1880 la inmigración procedente del Este y Sur de Europa se incrementó de forma espectacular, los escandinavos fueron vistos cada vez con mejores ojos por los estadounidenses de origen anglosajón. Su estilo era más familiar. Así, en 1885, el misionero congregacional M. W. Montgomery escribió «[Los emigrantes suecos] no son vendedores ambulantes, ni organilleros, ni mendigos. No venden ropa de confección ni tienen casas de empeño, no buscan el refugio de la bandera estadounidense simplemente para introducir y promover entre nosotros... el socialismo, el nihilismo, el comunismo... son más parecidos a los estadounidenses que cualquier otro pueblo extranjero». Los escandinavos también fueron bien recibidos como contrapeso protestante a los muchos emigrantes católicos irlandeses.

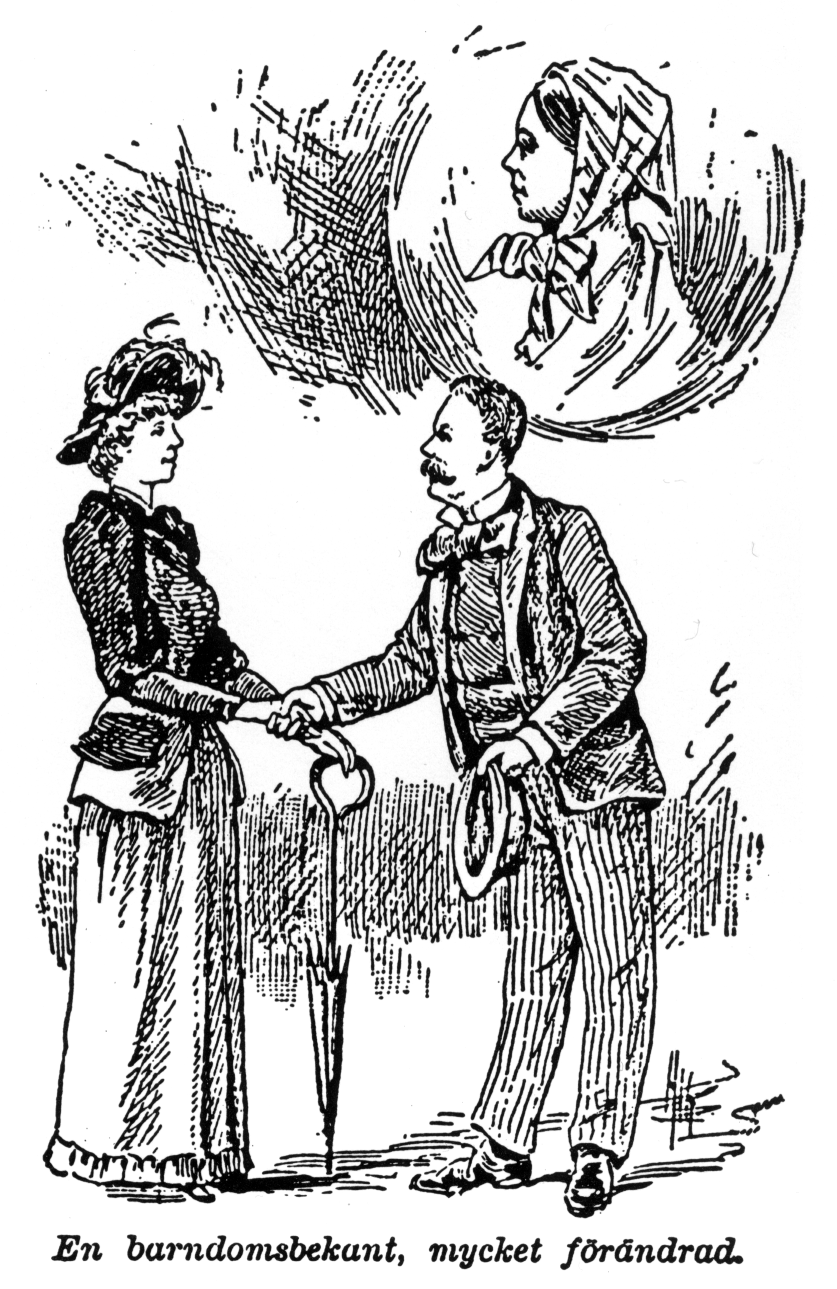
«Una conocida de la infancia, muy cambiada»: el rápido desarrollo en sofisticación de las simples y jóvenes campesinas suecas en los Estados Unidos.

En la década de 1870 visitó Suecia un buen número de suecoestadounidenses bien asentados, realizando comentarios que dieron a los historiadores una visión de los contrastes culturales que afrontaron. Un grupo procedente de Chicago hizo el viaje haciendo un esfuerzo para volver de la emigración y pasar sus últimos años en su país de origen, pero cambiaron de opinión cuando se encontraron con la realidad de la sociedad sueca del siglo XIX. Incómodos con lo que ellos describieron como el esnobismo social, borracheras omnipresentes y una vida religiosa superficial de su viejo país, volvieron a los Estados Unidos de inmediato. El visitante más notable fue Hans Mattsson (1832-1893), uno de los primeros colonos en Minnesota, que había servido como coronel en el Ejército de la Unión y que había sido Secretario de Estado de Minnesota. Visitó Suecia entre 1868 y 1869 para reclutar colonos en nombre de la Junta de Inmigración de Minnesota, y de nuevo durante la siguiente década para el Ferrocarril Norte Pacífico. Viendo el esnobismo de clase sueco con indignación, Mattsson escribió en sus Reminiscencias (Reminiscences) que este contraste era la clave de la grandeza de los Estados Unidos, donde «el trabajo se respeta, mientras que en la mayoría de los otros países se ve con un leve desprecio». Se divirtió de forma sarcástica con la vieja pompa de la monarquía en la ceremonia de apertura del Riksdag «Con todo el respeto por las viejas costumbres y formas suecas, no puedo sino comparar este espectáculo con un gran circo americano, solo que sin animales, por supuesto».
La primera visita de Mattsson para reclutar colonos vino inmediatamente después de las malas cosechas consecutivas de 1867 y 1868, y se vio «asediado por gente que deseaba acompañarme de vuelta a los Estados Unidos». Escribió:

...en aquel tiempo, la clase media y trabajadora ya tenía una idea bastante correcta de los Estados Unidos, y del destino que allí les esperaba a los emigrantes. Pero la ignorancia, los prejuicios y el odio hacia los Estados Unidos y todo lo que se refería a ellos entre la aristocracia, y especialmente entre los dirigentes, era tan imperdonable como ridículo. Según ellos, todo era disparatado en los Estados Unidos, que era el paraíso de los sinvergüenzas, estafadores y granujas, y que posiblemente nada bueno podía salir de ahí.

Un inmigrante estadounidense más reciente, Ernst Skarstedt, que visitó Suecia en 1885, obtuvo la misma mortificante impresión de la arrogancia y el antiamericanismo de las clases altas. Las clases trabajadoras, por su parte, le parecieron ordinarias y degradadas, bebiendo en exceso en público, profiriendo una sarta de palabrotas y haciendo bromas obscenas delante de mujeres y niños. Skarstedt se sintió rodeado de la «arrogancia por un lado y la sumisión por el otro, un desdén manifiesto por el trabajo de baja categoría, un deseo de aparentar más de lo que uno era». Este viajero también oyó incesantemente cómo se denigraba la cultura y la civilización estadounidenses desde lo más profundo de los prejuicios de las clases altas suecas: «si yo, con toda la modestia, dije algo sobre los Estados Unidos, podría haber sucedido que como réplica, fuese informado de que eso posiblemente no podía ser o que el asunto era entendido mejor en Suecia».
La emigración sueca cayó drásticamente justo antes de entrar en el siglo XX, al mismo tiempo que aumentaba la vuelta de la emigración, a medida que las condiciones de vida en Suecia mejoraban. Suecia sufrió en pocos años una rápida industrialización durante la década de 1890, y los sueldos aumentaron, principalmente en los campos de la minería, la silvicultura y la agricultura. La «atracción» ejercida por los Estados Unidos declinó incluso más rápidamente que el «empuje» sueco, ya que la frontera alcanzó el océano Pacífico en 1890 y dejó de existir como tal. Aumentó el precio de la tierra, y los Estados Unidos se vieron afectados por el monopolio capitalista y los problemas laborales. Aunque sin crecer, pero ya asentada y consolidada, la comunidad suecoestadounidense aparentaba haberse hecho más estadounidense y menos sueca. El nuevo siglo, sin embargo, vio una nueva afluencia de emigrantes.

## SigloXX

### Comisión parlamentaria de emigración 1907-1913
La emigración aumentó de nuevo a principios del siglo XX, alcanzando un nuevo máximo de unos 35.000 suecos en 1903. Las cifras siguieron siendo elevadas hasta la Primera Guerra Mundial, alarmando tanto a los conservadores suecos, quienes veían la emigración como un desafío a la solidaridad nacional, como a los liberales, que temieron por la desaparición de los trabajadores necesarios para el desarrollo económico. Un quinto de todos los suecos había hecho su hogar de los Estados Unidos, y un amplio consenso nacional propició que una comisión parlamentaria para la emigración estudiara el problema en 1907.
Enfocando el trabajo con lo que Barton denomina «característica rigurosidad sueca», la comisión publicó sus conclusiones y propuestas en 21 grandes volúmenes. La comisión rechazó las propuestas conservadoras de establecer restricciones legales a la emigración y finalmente apoyó la línea liberal de «traer lo mejor de América a Suecia» a través de reformas económicas y sociales. Las reformas más urgentes fueron el sufragio femenino universal, una mejor vivienda y desarrollo económico general. La comisión esperaba especialmente que una educación popular más amplia contrarrestara las «diferencias de clase y casta».
La desigualdad de clases en la sociedad sueca fue un tema recurrente y de peso en las conclusiones de la comisión. Apareció como una motivación principal en las 289 narraciones personales que se incluían en el informe. Estos documentos, de gran valor para la investigación y de interés humano actualmente, fueron presentados por suecos anónimos en Canadá y los Estados Unidos en respuesta a peticiones aparecidas en diarios suecoamericanos. La gran mayoría de las réplicas expresaban el entusiasmo por su nuevo hogar y criticaban las condiciones de vida en Suecia. Experiencias más amargas del esnobismo de clases sueco aún dolían tras cuarenta o cincuenta años en América. Los escritores recordaban el duro trabajo, los sueldos lamentables y la nefasta pobreza de la vida del campo sueco. Una mujer escribió desde Dakota del Norte, sobre cómo en su parroquia natal de Värmland tuvo que ganarse la vida en las labores el campo desde los ocho años, que comenzaba a trabajar a las cuatro de la mañana y vivía de «arenques podridos y patatas, servidos en pequeñas cantidades para que la salud no se consumiera». «[La mujer] no veía esperanza de salvación en caso de enfermar», en cambio veía «la casa de caridad esperándola en la distancia». Cuando tenía 17 años, sus hermanos, que habían emigrado, le enviaron un billete prepagado para ir a los Estados Unidos y «alcanzó la hora de la libertad».
Un año después de que la comisión publicara su último volumen estalló la Primera Guerra Mundial y la emigración se redujo a un mero goteo. Desde la década de 1920 ya no hubo otra emigración en masa en Suecia. La influencia de la ambiciosa comisión de emigración en la solución del problema es aún materia de debate. Franklin D. Scott ha argumentado en un influyente ensayo que la Ley de Inmigración de 1924 de los Estados Unidos fue la causa efectiva. Barton, por el contrario, señala a la rápida implementación de, esencialmente, todas las recomendaciones hechas por la comisión, desde la industrialización a una serie de reformas sociales. Mantiene que sus conclusiones «debieron haber tenido un poderoso efecto acumulativo sobre los dirigentes de Suecia y sobre una más amplia opinión pública».

### Suecoestadounidenses

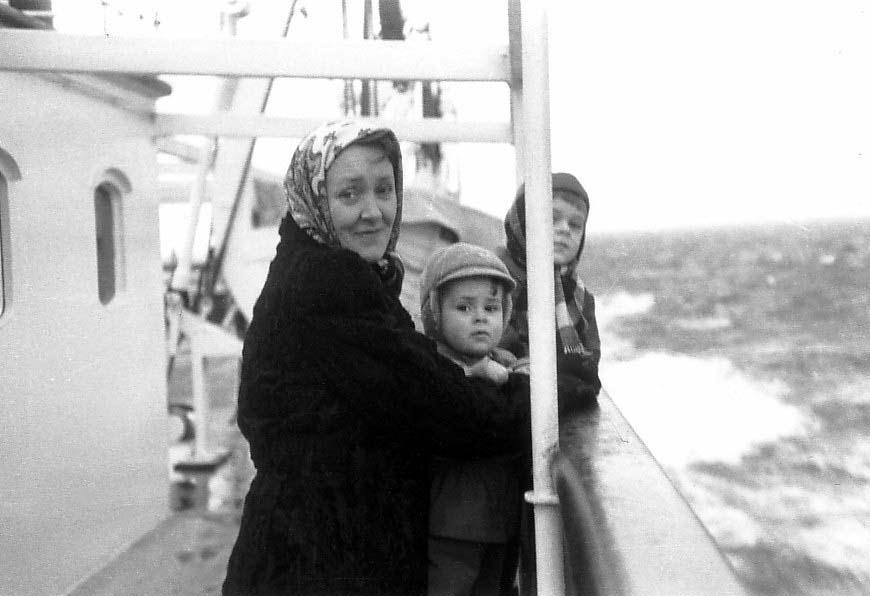
Birgit Ridderstedt y sus hijos en mitad del Atlántico con destino a Portland (Maine) y Chicago en 1950.

El Medio Oeste siguió siendo el centro de la comunidad suecoestadounidense, pero su posición se debilitó en el siglo XX: en 1910, el 54 % de los inmigrantes suecos y sus hijos vivía en el Medio Oeste, el 15 % en áreas industriales en el Este y el 10 % en la Costa Oeste. Chicago fue efectivamente la capital suecoestadounidense, dando acomodo aproximadamente al 10 % de todos los suecoestadounidenses —más de 100.000 personas— convirtiéndose en la segunda ciudad con más suecos en el mundo, solo por detrás de Estocolmo.
Definiéndose tanto como suecos y como estadounidenses, la comunidad sueca estadounidense conservó una fascinación por el viejo país y sus relaciones con él. Las nostálgicas visitas a Suecia que habían comenzado en la década de 1870 continuaron en el siglo XX y las narraciones de estos viajes formaron un punto de unión en la vida de las empresas editoriales de suecoestadounidenses. Los registros testifican sentimientos complejos, pero cada contingente de viajeros estadounidenses refrescaba su indignación por el orgullo de clase sueco y la falta de respeto por las mujeres en Suecia. Era entonces cuando con un orgullo renovado por la cultura estadounidense volvían al Medio Oeste.

## SigloXXI: el legado de los suecoestadounidenses

La distribución de los sueco-estadounidenses según el censo de 2000

En el censo estadounidense del 2000, aproximadamente cuatro millones de estadounidenses reclamaron tener raíces suecas. Se cree que el número real es considerablemente mayor y se espera que los que se autoidentifican como suecoestadounidenses en los Estados Unidos pronto excedan en número a los nueve millones de suecos que viven en Suecia. Minnesota resulta ser por un amplio margen el estado con mayor cantidad de habitantes de ascendencia sueca, el 9,6 % de la población en 2005.
La representación artística más conocida de la migración sueca en masa, es el conjunto de cuatro novelas épicas Los emigrantes (Utvandrarna) (1949-1959) de Vilhelm Moberg (1898-1973). Las novelas retratan la vida de una familia de emigrantes a través de varias generaciones. Se han vendido casi dos millones de copias en Suecia y han sido traducidas a más de veinte idiomas. La tetralogía ha sido filmada por Jan Troell, como Los emigrantes (1971) y La nueva tierra (1972) y forma la base de Kristina Från Duvemåla, un musical de 1995 realizado por los antiguos miembros de ABBA, Benny Andersson y Björn Ulvaeus.
En Suecia, en 1965, se fundó en la ciudad de Växjö el Instituto Sueco del Emigrante (Svenska Emigrantinstitutet), «para conservar registros, entrevistas y objetos de interés que se relacionan con el período principal de emigración sueca entre 1846 y 1930». La Casa de los Emigrantes (Emigranternas Hus) fue fundada en Gotemburgo, el puerto principal de partida para los emigrantes suecos, en 2004. El centro muestra exposiciones sobre la migración y tiene una sala de investigación sobre genealogía. En Estados Unidos hay cientos de organizaciones sueco-estadounidenses, que desde 2007 cuentan con el apoyo del Consejo Sueco de América. Hay museos sueco-estadounidenses en Filadelfia, Chicago, Minneapolis y Seattle.Los cementerios rurales, como el cementerio luterano sueco de Moline, en el condado de Travis, en Texas, también sirven como un registro valioso de los primeros suecos que llegaron a los Estados Unidos.